# Triathlon (singolo)
Triathlon è il secondo singolo estratto dall'album Dove sei tu di Cristina Donà, pubblicato nel 2003, in cui è presente anche la versione remix realizzata da Casasonica, etichetta e studio controllato dai Subsonica.
È proprio il remix scelto dall'etichetta Mescal come veicolo promozionale. Il pezzo viene lanciato in radio e ne viene realizzato un video, diretto da Lorenzo Vignolo, in cui Cristina Donà canta insieme a Samuel e dove compaiono Max Casacci dei Subsonica ed Ale Bavo degli LNRipley.
Le cinque tracce che compongono il singolo, comprendono pure due versioni live di due pezzi della Donà: "In fondo al mare", sempre tratto dall'album "Dove sei tu", e "Goccia", uno dei brani più popolari della cantautrice, tratto dall'album "Nido".

## Tracce
1. Triathlon (Casasonica Remix) - 3:11
2. Triathlon (album version) - 3:27
3. In fondo al mare (dal vivo) - 5:10
4. Goccia (dal vivo) - 5:04
5. Triathlon (extended version) - 5:40